# مايك بومبيو
مايك بومبيو واسمه مايكل ريتشارد بومبيو (بالإنجليزية: Michael Richard Pompeo)‏؛ سياسي أمريكي ورجل أعمال ووزير الخارجية الأمريكي السابق، شغل سابقاً منصب مدير وكالة الاستخبارات المركزية الأمريكية، وكان عضواً بمجلس النواب الأمريكي عن ولاية كانساس من العام 2011 وحتى 2017، كما كان عضواً في حركة حزب الشاي داخل الحزب الجمهوري، وعضواً باللجنة الوطنية للحزب الجمهوري. في 13 مارس 2018 أعلن الرئيس الأمريكي دونالد ترامب نيته ترشيح بومبيو لشغل منصب وزير الخارجية خلفاً للوزير ريكس تيلرسون، وأقر مجلس الشيوخ التعيين في يوم 26 أبريل 2018 وتولي مهام منصبه رسمياً في نفس اليوم.

## بداياته وتعليمه
ولد في أورانج بولاية كاليفورنيا والتحق بمدرسة لوس أميغوس الثانوية في بمدينة فوونتين فالي بكاليفورنيا ليتخرج منها عام 1982 ومن ثم يلتحق بالأكاديمية العسكرية الأمريكية في ولاية نيويورك حيث درس الهندسة الميكانيكية ليتخرج في عام 1986 بترتيب الأول على دفعته بعد ذلك خدم في الجيش الأمريكي من العام 1986 وحتى العام 1991، حصل على درجة الدكتوراة في القانون من جامعة هارفارد وبعدها عمل كمحرر في مجلة هارفارد القانونية ومن ثم محامي لشركة وليامز وكونولي القانونية أحد أشهر شركات المحاماة في واشنطن.

## مواقف
يقول بومبيو ان الغرب المسيحي في حالة حرب مع الشرق الإسلامي. ويقول بومبيو الغارق في الاصولية التوراتية والانجيلية ان طريق الخلاص الوحيد في العالم هو اتباع المسيح.

## مجلس النواب الأمريكي
ترشح بومبيو في العام 2010 ليمثّـل المقاطعة الرابعة بولاية كانساس بمجلس النواب الأمريكي وفاز وقتها على مرشحه الديمقراطي راج غويل بنسبة 59% إلى 39%، أعيد إنتخابه مره أخرى في السنوات 2012 و2014 و2016. أثناء فترة خدمته بمجلس النواب كان بومبيو عضوا في لجنة الاستخبارات ولجنة الطاقة والتجارة واللجنة الفرعية المعنية بالتجارة والتصنيع، واللجنة الفرعية المعنية بالطاقة والسلطة، واللجنة الفرعية المعنية بوكالة المخابرات المركزية وقد تم تعيينه في لجنة بنغازي المعنية بالتحقيق في الأحداث المأساوية التي حدثت في في مدينة بنغازي ليبيا.

## مديراً وكالة الاستخبارات المركزية
في 18 نوفمبر 2016، قام الرئيس المُنتخب دونالد ترامب بترشيح بومبيو لشغل منصب مدير وكالة الاستخبارات المركزية ليشغل منصبه رسمياً في 24 يناير من 2017 بعد موافقة مجلس الشيوخ على تعيينه.
في فبراير 2017، سافر بومبيو إلى تركيا والسعودية. والتقى بالرئيس التركي رجب طيب أردوغان لمناقشة عدة قضايا تتعلق الأزمة السورية، ليتجه بعدها للسعودية وأثناء زيارته تلك كرم بومبيو ولي العهد آنذاك الأمير محمد بن نايف آل سعود بميدالية «جورج تينيت» من وكالة المخابرات المركزية، وكان هذا أول تأكيد على العلاقات بين السعودية والولايات المتحدة منذ تولي الرئيس دونالد ترامب منصبه في كانون الثاني / يناير 2017.

## الخلافات
في مايو 2019، أعلن مايك بومبيو عن «حالة طوارئ» لدفع 8.1 مليار دولار من مبيعات الأسلحة إلى المملكة العربية السعودية والإمارات العربية المتحدة، مشيرًا إلى النشاط الإيراني في الشرق الأوسط. وأدى ذلك إلى معارضة واسعة في الكونجرس، وفي النهاية فتح تحقيق من قبل المفتش العام السابق لوزارة الخارجية ستيف لنيك، الذي أقالته إدارة ترامب بناءً على توصية بومبيو.
فقد تبين أن وزارة الخارجية الأميركية بخصوص وزير الخارجيّة مايك بومبيو باءت بالفشل لتقييم كامل عن خطر وقع على المدنيين في اليمن عندما بدأت صفقة بيع «طارئة» تتجاوز 8 دولارات مليار سلاح إلى المملكة العربيّة السّعوديّة وتحالفها وذلك وفقًا لما ذكره تحقيق لهيئة الرقابة الحكومية الأمريكية.
في كتابه Never Give an Inch، أدلى وزير الخارجية السابق ومدير وكالة المخابرات المركزية، مايك بومبيو، بتعليقات مثيرة للجدل حول اغتيال جمال خاشقجي. في يناير 2023، تلقت التعليقات المزعومة انتقادات من ناشر واشنطن بوست، فريد رايان، وكذلك زوجة خاشقجي، حنان الأتر خاشقجي. في إحدى صفحات الكتاب، وصف بومبيو خاشقجي بأنه "ناشط دعم الفريق الخاسر" وانتقد رد الإعلام على جريمة القتل باعتباره "غضبًا زائفًا". أعرب رايان عن صدمته وخيبة أمله لرؤية كتاب بومبيو "يحرف بشكل فظيع حياة وعمل كاتب العمود في واشنطن بوست جمال خاشقجي". انتقد إيلاتر مايك وادعى أن الكتاب كان مجرد طريقته "لجمع المال".

## معرض صور

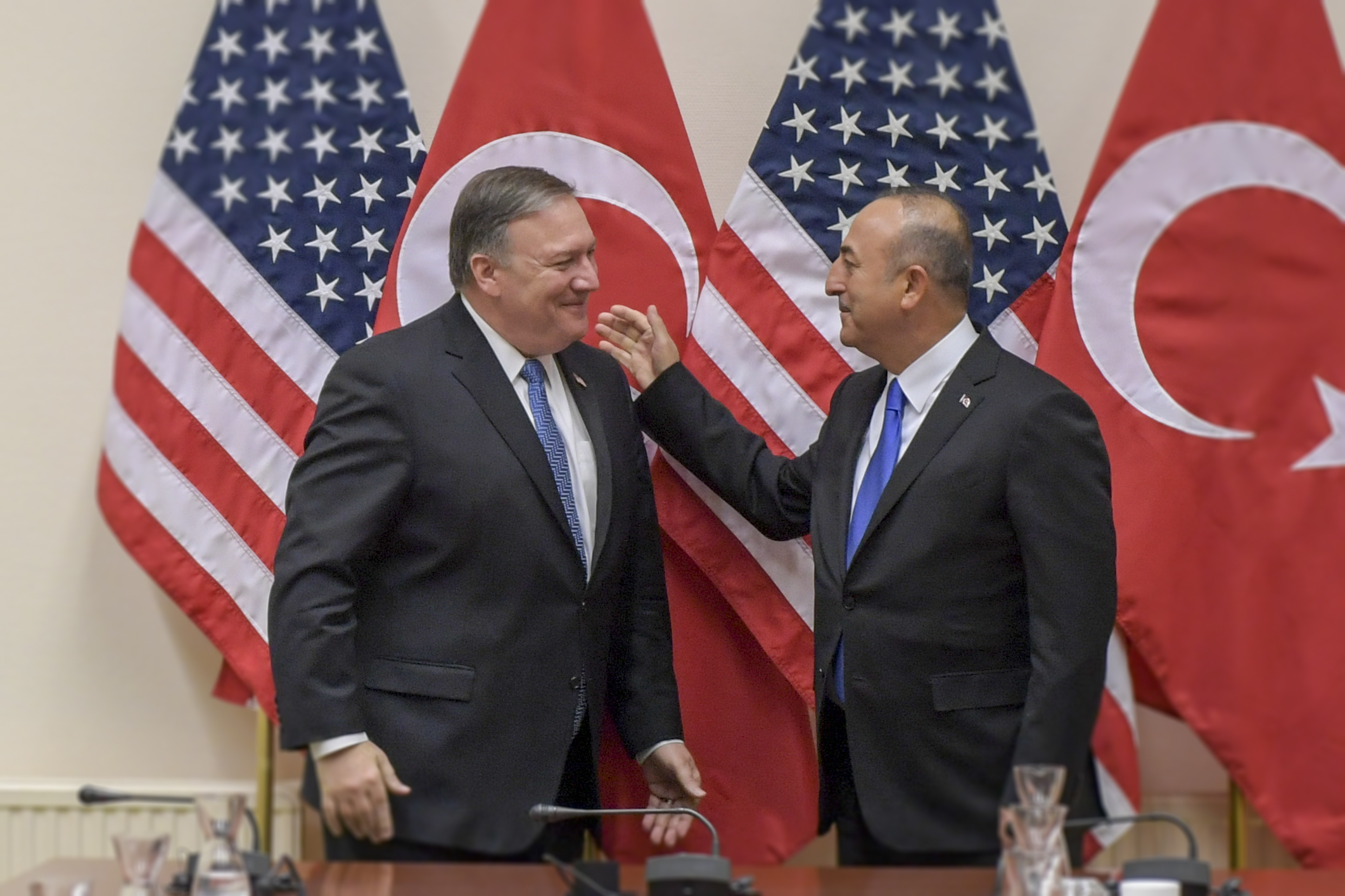
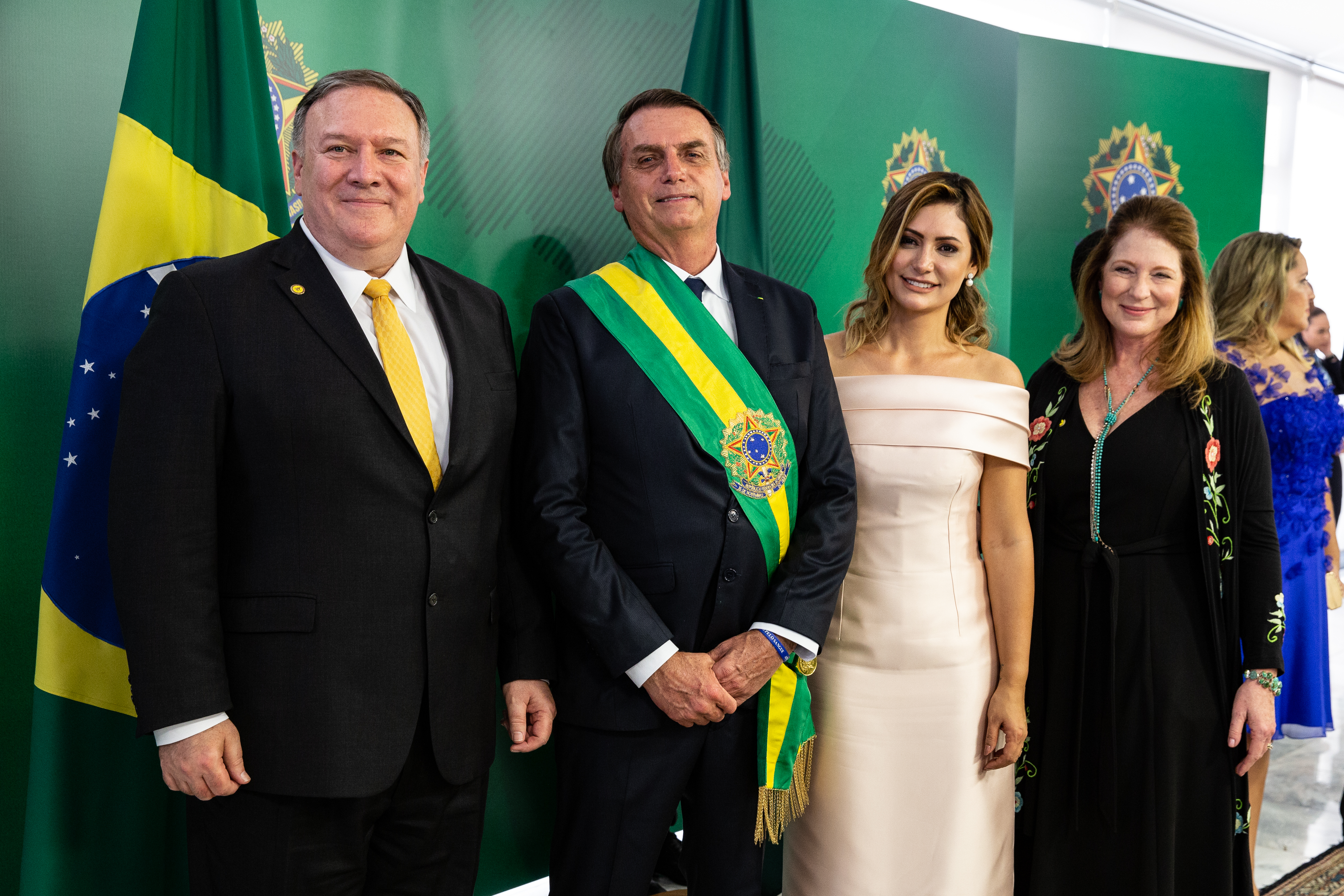
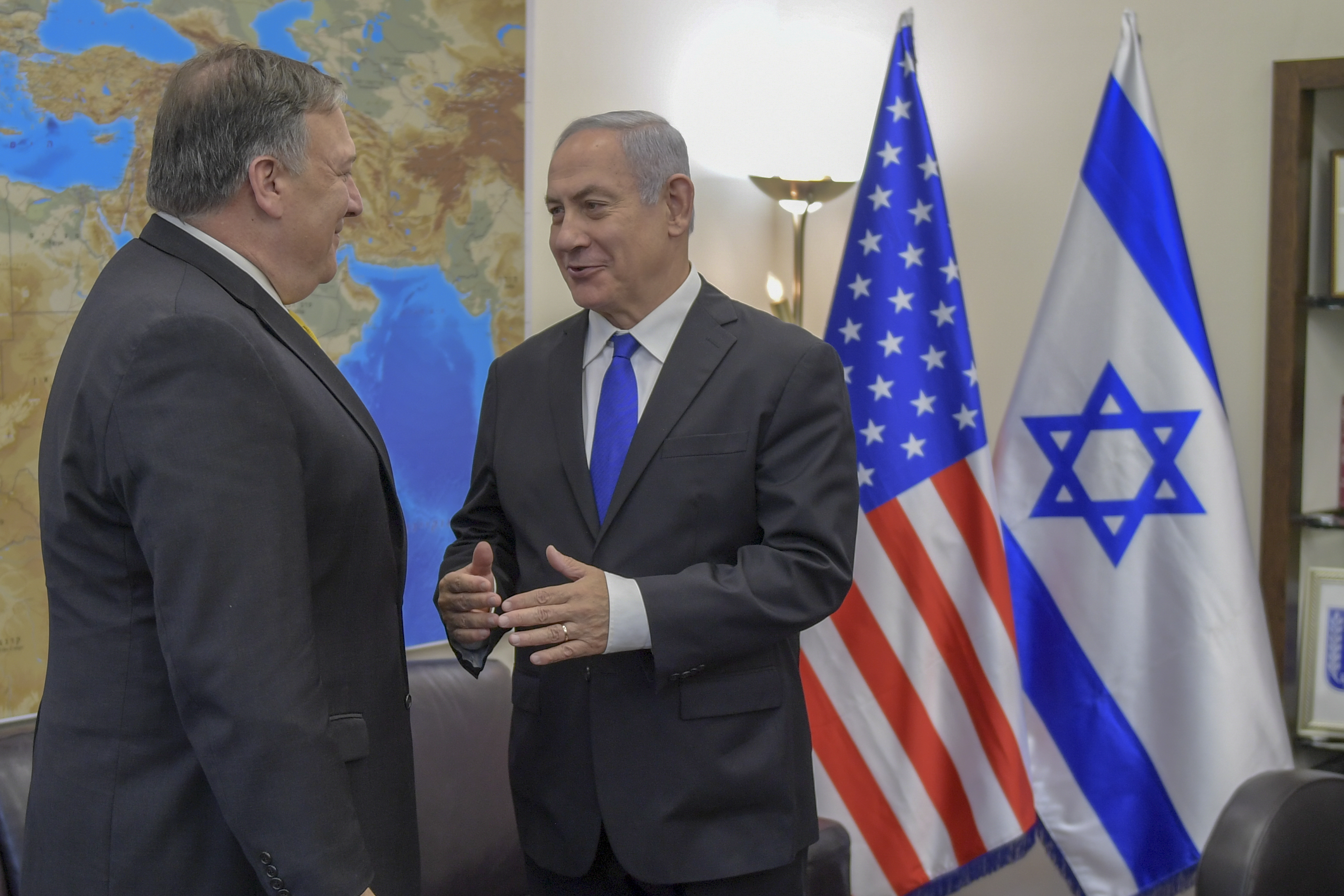
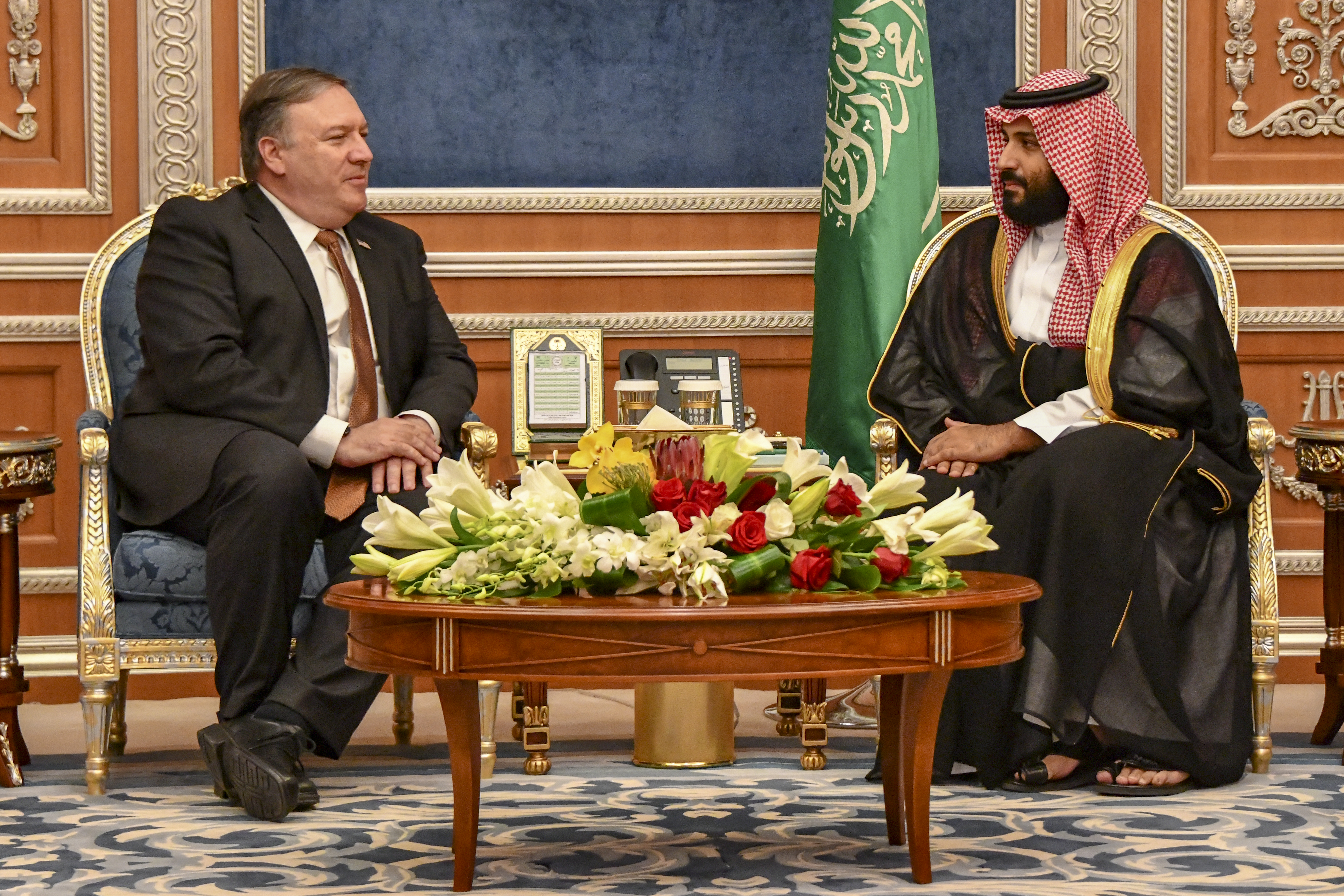